# Raisa Gorożajewa
Raisa Fiodorowna Gorożajewa (ros. Раи́са Фёдоровна Горожа́ева, ur. 20 listopada 1928 w chutorze Zołotariowka w rejonie siemikarakorskim w obwodzie rostowskim, zm. w 2011 w Siemikarakorsku) – radziecka brygadzistka sowchozu, Bohater Pracy Socjalistycznej (1973).

## Życiorys
Od 1943 pracowała w kołchozie im. Budionnego, od 1945 była traktorzystką, w 1951 ukończyła kursy traktorzystów w stanicy maszynowo-traktorowej, a w 1958 kierowała drużyną sowchozu "Zołotariowskij" w rejonie siemikarakorskim w obwodzie rostowskim. W 1960 została członkiem KPZR, wyróżniała się w zbiorach kukurydzy, za co otrzymała trzykrotnie Order Lenina (1966, 1971 i 1973), Medal Sierp i Młot Bohatera Pracy Socjalistycznej (7 grudnia 1973), Order Rewolucji Październikowej (1976) i Nagrodę Państwową ZSRR (1977), w sowchozie pracowała do 1990, gdy przeszła na emeryturę. W 1976 była delegatem na XXV Zjazd KPZR.